# Dagen H

Logo des „Dagen H“

Dagen H („Tag H“, für schwedisch högertrafikomläggningen, „Rechtsverkehrumstellung“) ist der Name für die Umstellung auf Rechtsverkehr, die am Sonntag, dem 3. September 1967 um 5 Uhr in Schweden erfolgte. Von diesem Zeitpunkt an musste man statt auf der linken auf der rechten Fahrbahn fahren.

## Geschichte

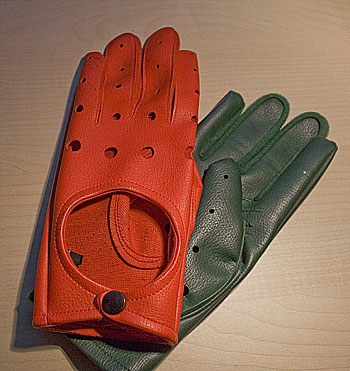
Ein Paar Handschuhe, die 1967 von den schwedischen Behörden benutzt wurden, um die Fahrer zu erinnern, dass sie mit dem Seitenwechsel nun auf der rechten Seite fahren müssen

Die erste Rechtsverkehrverordnung wurde in Schweden 1718 erlassen. Diese Verordnung war jedoch nicht langlebig. 1734 wurde sie durch eine neue ersetzt, die den Linksverkehr festlegte. Linksverkehr bereitete im Land keine Probleme, bevor das Automobil sich ernsthaft auszubreiten begann und der Verkehr sich internationalisierte. An Schwedens Grenzübergängen zu den rechts fahrenden Nachbarländern Norwegen und Finnland mussten Fahrzeuge die Straßenseite wechseln.
Nun erhob sich die Forderung einer Anpassung an das auf dem europäischen Festland dominierende Verkehrssystem. Auch die Verkehrssicherheit war ein Grund, zum Rechtsverkehr überzugehen. Die Autos in Schweden hatten das Lenkrad wie heute auf der linken Seite, wodurch sicheres Überholen erschwert war.
Bereits 1927 schlug ein Ausschuss die Untersuchung der Kosten des Übergangs zum Rechtsverkehr vor. Neue Vorschläge zur Einführung des Rechtsverkehrs kamen im Reichstag in den Jahren 1934, 1939, 1941, 1943, 1945 und 1953 auf.
Der in den 1930er Jahren geplante innerstädtische Verkehrsknoten Slussen, zwischen Stockholms Altstadt und Södermalm, wurde bereits für Rechtsverkehr ausgelegt. Betrieben wurde der Kreisel von 1935 bis zum „Dagen H“ allerdings noch im Linksverkehr.
Im Jahr 1954 schlug ein Ausschuss klar und eindeutig vor, dass Rechtsverkehr eingeführt werden solle. Im Oktober 1961 gab es eine Untersuchung der Kosten für einen Übergang zum Rechtsverkehr von Gösta Hall. Seinen Berechnungen zufolge bezifferten sich die Kosten auf 2,7 Millionen schwedische Kronen nach dem Geldwert des Jahres 1961, davon allein 500.000 Kronen für Informationsmaterial.
Die schwedischen Planungen des Übergangs zum Rechtsverkehr wurden auch im Ausland beobachtet. Der Nordische Rat empfahl Schweden die Einführung des Rechtsverkehrs und die ratgebende Versammlung des Europarats nahm eine Resolution mit dem Wunsch eines einheitlichen Verkehrssystems an.

### Volksabstimmung

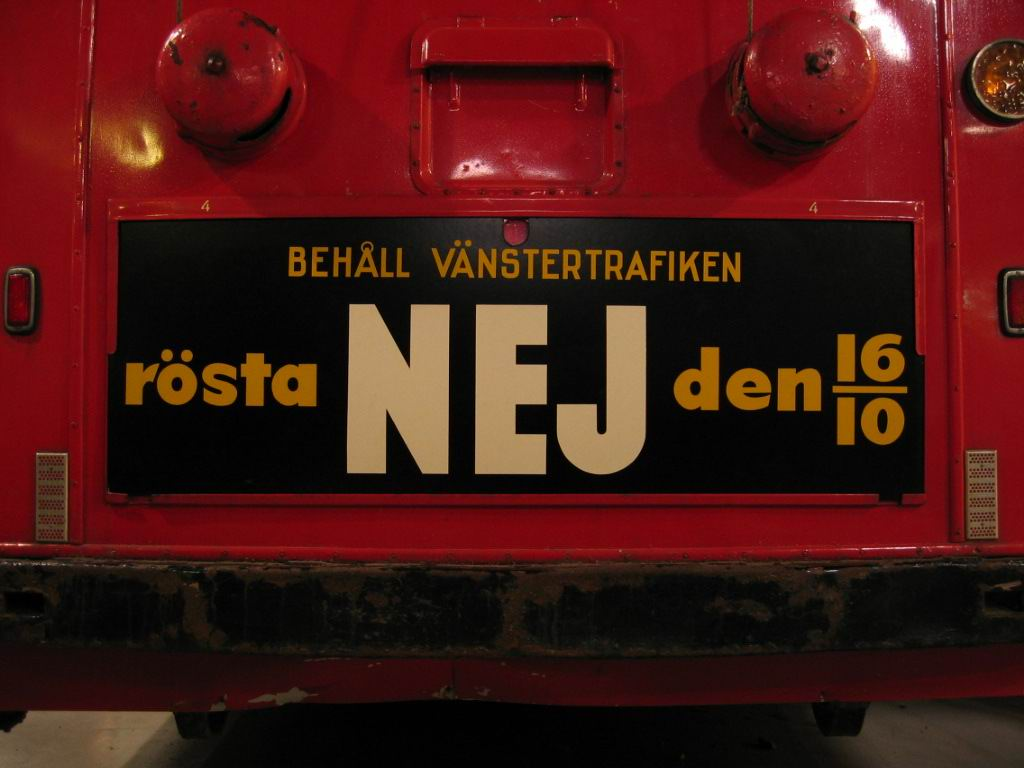
Schild an einem Stockholmer O-Bus, das für die Beibehaltung des Linksverkehrs warb

Im Jahr 1955 wurde eine beratende Volksabstimmung durchgeführt. Sie zeigte, dass mit 82,9 % eine überwältigende Mehrheit der Abstimmenden den Linksverkehr beibehalten wollte, während lediglich 15,5 % zum Rechtsverkehr übergehen wollten. Die Beteiligung lag bei 53,2 % der Stimmberechtigten.
Entgegen dem Ergebnis der Volksabstimmung beschloss der Reichstag acht Jahre später, am 10. Mai 1963, mit 119 zu 16 Stimmen bei 4 Enthaltungen (und 12 abwesenden Abgeordneten) den Übergang Schwedens zum Rechtsverkehr für das Jahr 1967.

### Damalige Fahrzeuge
Die meisten schwedischen Autos hatten traditionell das Lenkrad links eingebaut. Sogar die importierten britischen Wagen waren so gebaut. Im Linksverkehr führte das wegen der vergleichsweise schlechteren Sicht zu einem erheblich höheren Risiko beim Überholen. Dafür aber waren die Wagen mit dem am Fahrbahnrand angeordneten Lenkrad in der Lage, dichter am Fahrbahnrand zu fahren, ihre Fahrer konnten direkt auf den Gehweg aussteigen und waren nachts weniger Blendungen ausgesetzt als die ihrer Pendants.

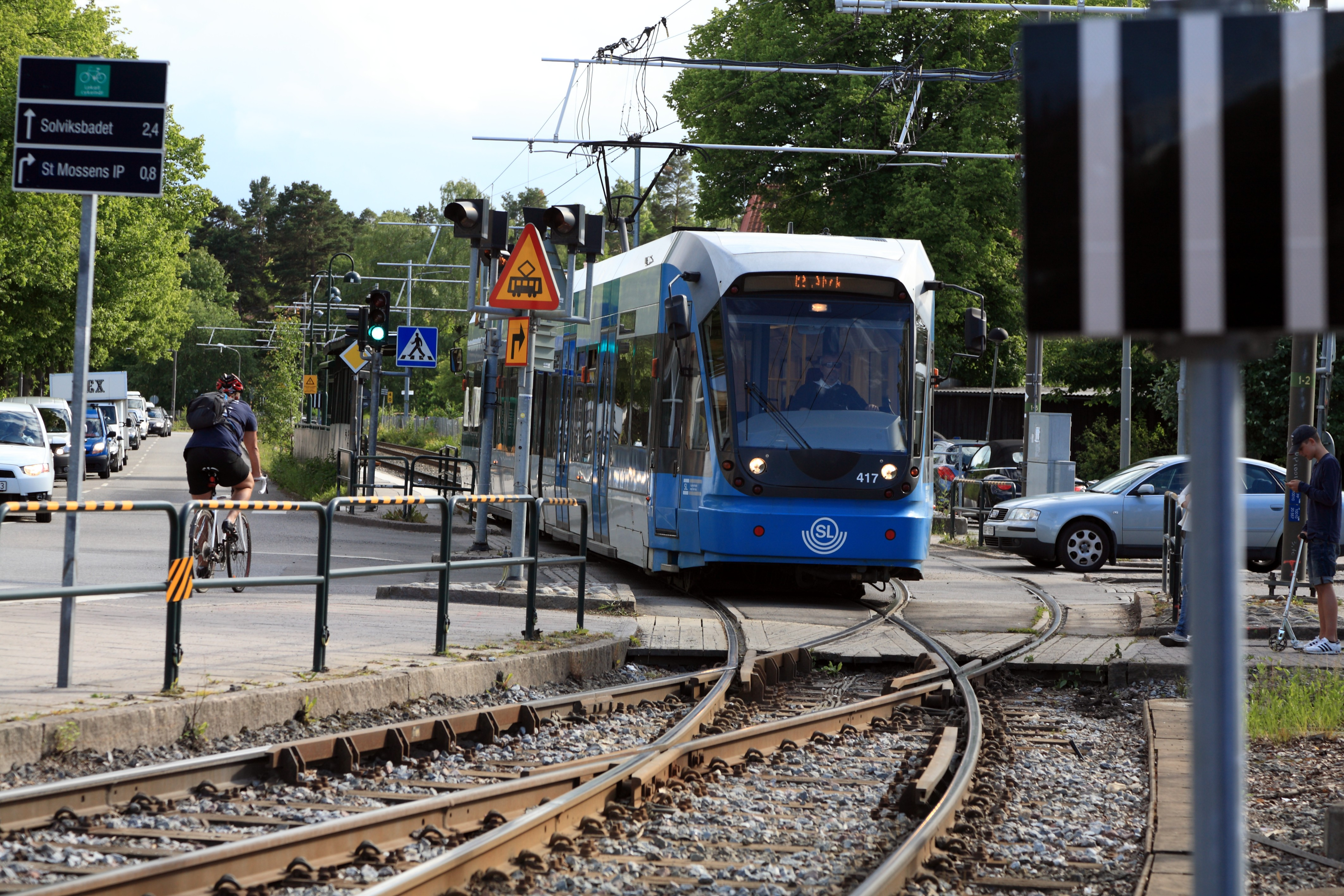
Seitenwechsel der Nockebybanan

Busse und Einrichtungsstraßenbahnwagen hatten im Linksverkehr den Fahrersitz rechts und die Einstiege auf der linken Seite.
Das größte Opfer mussten die  Straßenbahnen in Schweden bringen: Abgesehen von Göteborg, Malmö, Norrköping sowie zwei Linien im Großraum Stockholm wurden landesweit alle Straßenbahnbetriebe eingestellt. Allerdings war der „Dagen H“ nur der Anlass, die betroffenen Kommunen wollten die Straßenbahnbetriebe dem Zeitgeist entsprechend ohnehin einstellen. In Malmö geschah das erst später, im Jahr 1973. In Göteborg und Norrköping waren vorab für den Rechtsverkehr ausgelegte Straßenbahnwagen beschafft worden.
Bei der Stockholmer U-Bahn wie auch bei der schwedischen Eisenbahn besteht bis heute im Regelfall Linksfahrbetrieb. Zweigleisige Strecken sind jedoch größtenteils für Gleiswechselbetrieb ausgerüstet. Einige später gebaute Systeme werden rechtsfahrend betrieben, so beispielsweise die Stockholmer Tvärbanan, bei der es in Gröndal und Solna straßenbündige Abschnitte gibt. Bei der Nockebybanan gibt es wegen der Anschlussverhältnisse in Alvik seit dem „Dagen H“ einen Seitenwechsel an der Haltestelle Alléparken beim Übergang in den öffentlichen Straßenraum.

## Durchführung

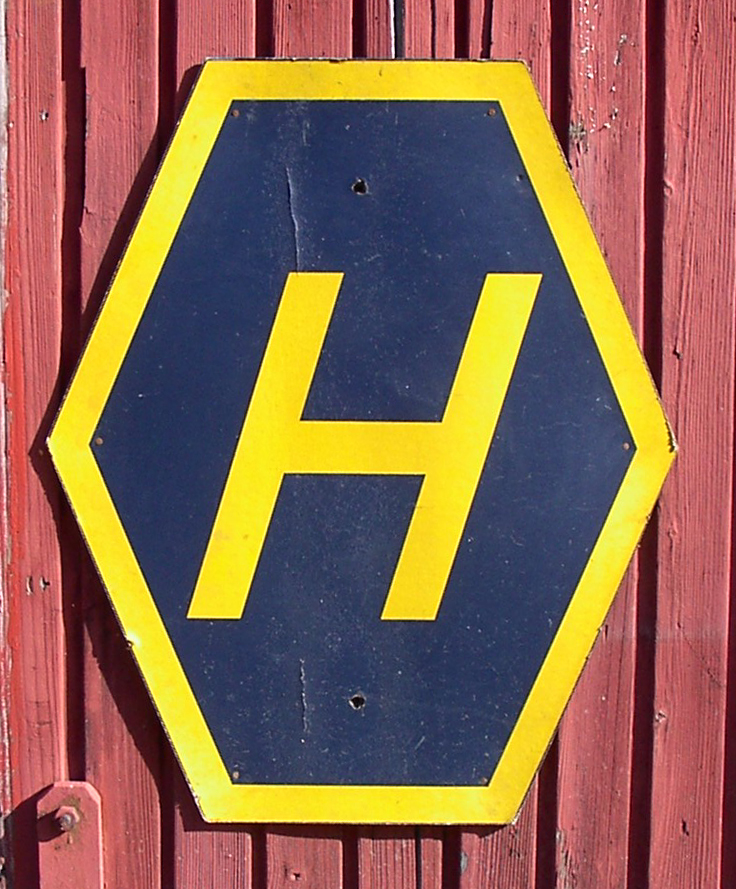
H-Schild

Zur Vorbereitung wurde eine 30-seitige Broschüre an alle Haushalte verteilt, im Fernsehen und im Radio wurden Informationssendungen ausgestrahlt. Zuständig für die Umstellung war die „Staatliche Rechtsverkehrkommission“ (Statens Högertrafikkommission, HTK).
Vier Stunden vor der Umstellung und eine Stunde danach war jeglicher private Autoverkehr untersagt – in einigen Städten sogar für 24 Stunden. In dieser Zeit wurden alle Verkehrszeichen für den Rechtsverkehr umgesetzt. Dabei kamen viele freiwillige Helfer, aber auch Mitglieder von Einsatzorganisationen und Soldaten zum Einsatz. Die Höchstgeschwindigkeit in Ortschaften wurde um 10 auf 40 km/h herabgesetzt, im Laufe eines Monats aber allmählich wieder auf das alte Niveau angehoben.
An den Straßenrändern wurden sechseckige Schilder mit gelbem Rand und einem gelben „H“ auf blauem Grund (siehe Foto) aufgestellt, die die Verkehrsteilnehmer daran erinnern sollten, sich rechts zu halten.

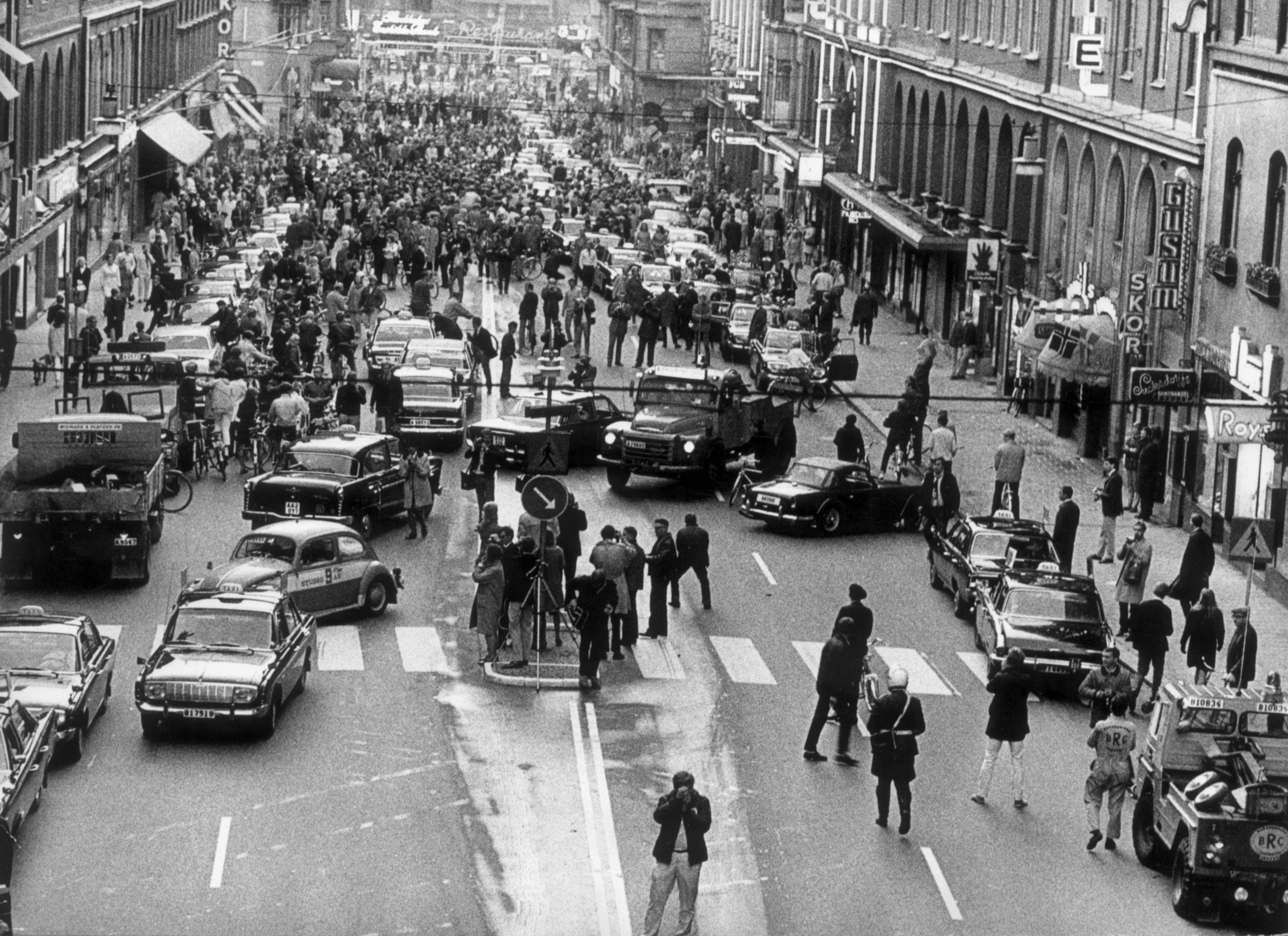
Umstellung von Links- auf Rechtsverkehr am „Dagen H“

Um 4:50 Uhr am Sonntagmorgen des 3. September 1967 mussten sämtliche Fahrzeuge auf der linken Straßenseite anhalten. Nach einem kurzen Stopp wechselten sie vorsichtig die Straßenseite und warteten dort bis 5 Uhr. Die genaue Zeit wurde über Radio landesweit bekanntgegeben. Danach fuhren sie auf der rechten Seite weiter. Über die Umstellung wurde im schwedischen Radio in einer Livesendung berichtet.
Nach der Umstellung wurde die Verkehrsüberwachung intensiviert, rund 10.300 Polizisten und Soldaten wurden dazu eingesetzt. Des Weiteren wurden über 100.000 Personen – Schüler höherer Jahrgänge, Rekruten der Armee und Mitglieder von Verbänden – zur Verkehrsregelung an Fußgängerüberwegen eingesetzt.

## Anekdotisches
Die Stadt Malmköping feierte am 2. September 2017 das 50-jährige Jubiläum der Einführung des Rechtsverkehrs im Jahr 1967. Die Umstellung (Högertrafikomläggning) wurde zelebriert, indem von 11 bis 15 Uhr ausgewählte Straßen im Linksverkehr geführt wurden. Oldtimer-Fahrzeuge und alte Busse aus dem Straßenbahn-Museum Malmköping, die für den Linksverkehr ausgelegt waren, fuhren so wieder „richtig“.